# Casa di Alessandro Lancia
Casa di Alessandro Lancia, conhecido como Casa Lancia ou Palazzetto Lancia, é um palacete renascentista localizado no número 43 da Via di San Salvatore in Campo, no rione Regola de Roma.

## História
Este edifício pertenceu a um certo Alessandro Lancia, membro da corte do papa Paulo III entre 1534 e 1549, como revela uma inscrição a inscrição na arquitrave em travertino da porta à esquerda, e em sua fachada ainda restam traços da pintura original. Sobre esta porta está uma janela, emoldurada também em travertino, que deixa entrar luz para a escadaria no interior. À direita desta porta está o portal principal, fechado atualmente. A fachada se apresenta em duas janelas por piso, mas desalinhadas  entre eles. No primeiro, as janelas estão emolduradas por arcos assentados sobre colunas simples e estão posicionadas nos cantos do edifício acima de uma cornija marcapiano; no segundo, as janelas estão inseridas em largos nichos remanescentes de um pórtico arcado e hoje murado de uma antiga lógia original, numa posição simétrica em relação aos cantos e também separadas por uma cornija. Por conta disto, 3 espaços idênticos se abrem para receber as pinturas da decoração, em tons de amarelo, vermelho e ocre. No amplo espaço entre o piso térreo e a cornija do primeiro piso está um largo friso decorado com guirlandas de flores e ramos de árvores entre vasos e fontes, mas quase nada é visível atualmente.
Entre as janelas do primemiro piso está uma grande pintura do brasão do papa Paulo III, os lírios Farnese, em frente a um drapeado e sob um elmo militar. Esta pintura também está em péssimas condições atualmente. Sob o brasão é possível ler a inscrição, mais antiga: VIVE PIE UT SOLITUS; VIVE DIV UT MERITUS. No espaço entre as janelas e a cornija do segundo piso está um outro friso pintado com o mesmo motivo do friso mais abaixo, mas com um altar com um fogo sagrado no meio. Nos espaços laterais quadrangulares, que também tinham brasões, e nos triangulares mais acima, estão cabeças de Medusa e de leões.
A propriedade foi restaurada em 1958, mas atualmente está em condições deploráveis. No porão desta casa e das casas vizinhas estão restos de um antigo templo romano dedicado ao deus Marte.